# Hulu
Hulu (estilizado como hulu) é um serviço de streaming e vídeo sob demanda por assinatura estadunidense. Ele é operado pela Disney Streaming, uma divisão da The Walt Disney Company. Lançado em 29 de outubro de 2007, disponibiliza desde 2011 programação original, que atualmente são acessíveis também no Disney+ para assinantes nos Estados Unidos.
O Hulu foi inicialmente estabelecido como uma joint venture entre a News Corporation, NBCUniversal, Providence Equity e, mais tarde, The Walt Disney Company, servindo como uma agregador para episódios recentes de séries de televisão de suas respectivas transmissões televisivas. Em 2010, o Hulu lançou um serviço de assinatura, inicialmente denominado "Hulu Plus", que apresentava temporadas completas de programas das empresas e outros parceiros, e acesso imediato a novos episódios. Em 2011, o Hulu lançou seus serviços no Japão, marcando sua primeira e única expansão internacional.  Três anos depois, em 2014, o Hulu Japan foi adquirido pela Nippon TV e desmembrado de sua contraparte americana.
Em 2017, a empresa lançou o Hulu com Live TV – um serviço over-the-top de TV ao vivo com canais de programação transmitidos. Em 2019, a partir do primeiro trimestre, o Hulu tinha 28 milhões de assinantes.
Um hub beta do Hulu foi lançado no Disney+ nos Estados Unidos em 6 de dezembro de 2023, com um lançamento completo posteriormente em 27 de março de 2024. O hub compartilha semelhanças com o hub Star que foi lançado anteriormente na Disney+ em fevereiro de 2021 fora dos EUA como um substituto para o Hulu.

## Etimologia
O nome Hulu vem de duas frases em mandarim, húlu (葫芦/葫蘆), "cabaça; cabaça" e hùlù (互录/互錄), "gravação interativa".
Jason Kilar, que atuou como CEO do Hulu, disse que o nome vem de um provérbio chinês:
| “ | Hulu é mandarim para cabaça. E então, quando estávamos lançando o Hulu, pensamos: “que nome incrível é esse”. E tinha esse grande simbolismo do detentor de coisas preciosas, que é o detentor de conteúdo premium. É por isso que o chamamos de Hulu. | ” |

## História de negócios

### Anos iniciais (2007–2010)
Os executivos na fundação do Hulu incluem Bruce Campbell, Peter Chernin, JB Perrette, Michael Lang, Beth Comstock e Jason Kilar. O empreendimento foi anunciado em março de 2006 com a AOL, NBC Universal, agora Comcast, Facebook, MSN, Myspace e Yahoo! planejado como "parceiros iniciais de distribuição". Kilar foi nomeado CEO em junho de 2006.
O nome Hulu foi escolhido no final de agosto de 2007, quando o site foi ao ar, sem conteúdo e com um anúncio. Os usuários foram convidados a deixar seus endereços de e-mail para o próximo teste beta. Em outubro, o Hulu iniciou o teste beta privado por convite e, posteriormente, permitiu que os usuários convidassem seus amigos. O Hulu foi lançado para acesso público nos Estados Unidos em 12 de março de 2008. O primeiro produto a ser lançado foi a rede HULU Syndication, que foi projetada e desenvolvida pela equipe da NBC Universal de Nova York, em 29 de outubro de 2007, seguida pelo site do destinos do Hulu.com.
Hulu começou uma campanha publicitária durante a transmissão da NBC do Super Bowl XLIII com um anúncio inicial estrelado por Alec Baldwin intitulado "Alec in Huluwood". O anúncio pretende revelar humoristicamente "o segredo chocante por trás do Hulu", retratando o site como sendo um "plano maligno para destruir o mundo", sugerindo que Baldwin é realmente um alienígena disfarçado. Os anúncios já foram exibidos com Eliza Dushku, Seth MacFarlane, Denis Leary e Will Arnett.
Em julho de 2007, a Providence Equity Partners, proprietária da Newport Television, tornou-se um dos primeiros investidores "externos" ao comprar uma participação de 10 por cento na empresa para investimento de capital de US$ 100 milhões, antes que a empresa fosse conhecida como "Hulu". Com o seu investimento veio um assento no conselho de administração, onde a Providence foi dita para atuar como uma "voz independente no conselho". Em outubro de 2012, a Providence vendeu sua participação de 10% para "proprietários de mídia do Hulu" e interrompeu a participação no conselho.

### Múltiplos join ventures (2010–2019)
No início de 2010, o executivo-chefe do Hulu, Jason Kilar, disse que o serviço obteve lucro em dois trimestres e que a empresa poderia faturar 100 milhões de dólares até o verão de 2010, mais do que a receita de 2009. ComScore diz que fluxos de vídeo mensais atingiram 903 milhões em janeiro de 2010, mais de três vezes o valor do ano anterior, e perdendo apenas para o YouTube.
Em 16 de agosto de 2010, um relatório revelou que o Hulu estava planejando uma oferta pública inicial (IPO) que poderia valorizar a empresa em mais de US$ 2 bilhões.
Em 21 de junho de 2011, o The Wall Street Journal informou que uma "oferta não solicitada" fez com que o Hulu começasse a "pesar a possibilidade de se vender". Em 13 de outubro de 2011, no entanto, o Hulu e seus proprietários anunciaram que não venderiam a empresa, uma vez que nenhum dos licitantes ofereceu uma quantia satisfatória para seus proprietários.
Foi relatado que, em 2011, o Hulu fez US$ 420 milhões. O valor foi de US$ 80 milhões a menos do que a receita prevista. O cargo de CEO vago foi preenchido oficialmente pelo ex-presidente da Fox Networks, Mike Hopkins, em 17 de outubro de 2013.
Em dezembro de 2017, a Disney anunciou uma proposta de aquisição da 21st Century Fox, que incluiria sua participação de 30% no Hulu. O acordo tem com que a Disney tenha uma participação majoritária no Hulu.

### Propriedade majoritária da Disney (2019–2023)
Em 20 de março de 2019, a Disney adquiriu a 21st Century Fox, dando-lhe uma participação majoritária de 60% no Hulu. Em 15 de abril de 2019, a WarnerMedia vendeu sua participação de 10% no Hulu de volta para a empresa por US$ 1,43 bilhão, deixando a Disney com 67% e a Comcast com 33%. A Comcast, o único outro acionista, anunciou em 14 de maio de 2019 que havia concordado em ceder seu controle à Disney e chegou a um acordo para a Disney comprar sua participação de 33% na empresa já em 2024.

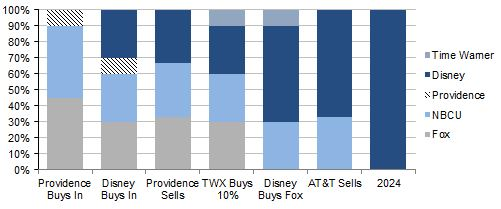
História de propriedade do Hulu

Em 14 de maio de 2019, a Comcast cedeu seu controle no Hulu para a Disney com efeito imediato. Como resultado, o serviço de streaming tornou-se uma divisão da Walt Disney Direct-to-Consumer & International (DTCI), com a Comcast tornando-se efetivamente um parceiro silencioso.  Pelo acordo, a participação de 33% da Comcast pode ser vendida à Disney pelo valor justo de mercado já em 2024. O valor justo de mercado será determinado nesse momento, mas a Disney garantiu uma avaliação mínima de toda a empresa em US$ 27,5 bilhões (avaliando a participação da Comcast no valor de pelo menos US$ 9,075 bilhões). Randy Freer se reportaria ao executivo da Disney, Kevin Mayer.
A Disney afirmou que seu controle do Hulu era o terceiro componente principal de sua estratégia direta ao consumidor, complementando seu serviço de streaming esportivo ESPN+ e seu então futuro Disney+. O Hulu seria orientado para entretenimento "geral" e conteúdo direcionado ao público adulto. A NBCUniversal continuaria a licenciar seu conteúdo para o serviço pelo menos até 2024, mas teria a opção de começar a transição de seus acordos de exclusividade com o Hulu para termos não exclusivos a partir de 2020, e de encerrar outros acordos de conteúdo a partir de 2022.

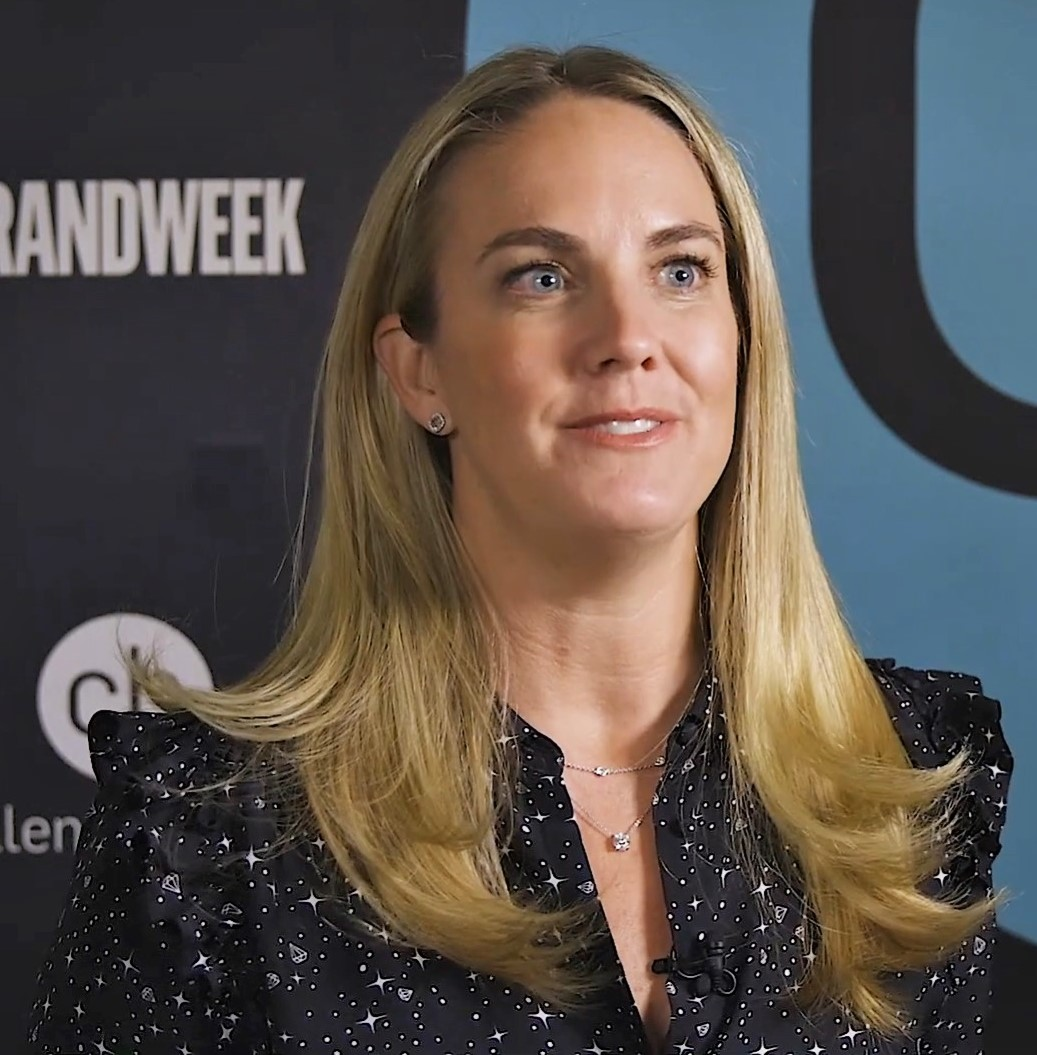
Kelly Campbell, diretora de marketing e mais tarde presidente do Hulu, fala à AdWeek em 2019.

Em 31 de julho de 2019, a Disney reorganizou a estrutura de relatórios do Hulu, colocando a equipe de Scripted Originals do Hulu sob o Disney General Entertainment Content.  Sob a nova estrutura, o vice-presidente sênior de conteúdo de roteiro original do Hulu se reportaria diretamente ao presidente da Disney Television Studios e da ABC Entertainment. Em novembro de 2019, FX e Fox Searchlight foram designados para fornecer conteúdo ao Hulu. Em janeiro de 2020, a Disney eliminou o cargo de CEO do Hulu, e seus executivos seniores se reportarão diretamente à DTCI e à Walt Disney Television.  Em 31 de janeiro de 2020, Freer renunciou ao cargo de CEO do Hulu e o cargo foi eliminado;  Os executivos seniores do Hulu agora se reportam diretamente à DTCI e à Walt Disney Television.
Em junho de 2021, foi relatado que a Comcast acusou a Disney de minar o crescimento e o valor do Hulu ao não participar da expansão internacional do serviço e, em vez disso, adicionou a marca Star como uma extensão do Disney+ em mercados selecionados. Em agosto de 2021, O CEO da Disney, Bob Chapek, sugeriu que Hulu, Disney+ e ESPN+ poderiam se fundir de forma semelhante no futuro, citando que a oferta existente de pacotes de serviços tinha uma taxa de rotatividade mais baixa do que os serviços individuais.
Em 7 de setembro de 2021, o Hulu anunciou que os preços de seus principais planos de vídeo sob demanda sem anúncios aumentariam em US$ 1 cada, para US$ 6,99 e US$ 12,99 por mês a partir de 8 de outubro. Em outubro de 2021, a presidente do Hulu, Kelly Campbell renunciou e foi posteriormente nomeada presidente do serviço concorrente da NBCUniversal, Peacock.
Em 22 de novembro de 2021, a Disney e a WarnerMedia chegaram a um acordo para permitir a transmissão de filmes selecionados da 20th Century Studios e da Searchlight Pictures na Disney+, Hulu e HBO Max em 2022.  Em março de 2022, a NBCUniversal decidiu que retiraria o conteúdo do Hulu e o transferiria para o Peacock, a partir de setembro.  Em janeiro de 2022, Joe Earley tornou-se presidente do Hulu.
Em setembro de 2022, Chapek indicou que a Disney está considerando fundir o Hulu com o Disney+ porque o modelo teve sucesso fora dos Estados Unidos sem qualquer atrito de conteúdo.  Para acelerar o plano, ele disse que a Disney adoraria comprar a participação de 33,3% da Comcast no Hulu antes do cronograma previamente acordado para 2024.  No entanto, a Comcast não ofereceu termos razoáveis para uma compra antecipada e, em vez disso, manifestou interesse em comprar o Hulu se ele estivesse à venda.
Em 18 de maio, foi anunciado que Disney+ e Hulu removeriam quase 60 filmes e séries originais em 26 de maio, a fim de “cortar custos”.  A notícia gerou algumas reações, principalmente em relação à decisão inicial de remover Howard, o documentário sobre a vida do letrista Howard Ashman, na véspera do Mês do Orgulho e do lançamento da adaptação live-action de A Pequena Sereia.  Porém, foi confirmado no dia seguinte que o filme permanecerá disponível no serviço.
Em 10 de julho de 2023, o Hulu lançou um centro de animação adulta e anime conhecido como Animayhem, apresentando vários programas diferentes da 20th Television Animation, incluindo American Dad, Bob's Burgers, Family Guy e King of the Hill, entre vários outros.  Além disso, novas temporadas de Futurama e King of the Hill foram encomendadas para o serviço, enquanto a empresa também apresentou uma experiência "imersiva" na San Diego Comic-Con para promover a ocasião, intitulada Hulu Animayhem: Into the Second Dimension. O hub também será lançado no Disney+ Internacional no ano seguinte.

### Propriedade total da Disney (2023 – presente)
Em 6 de setembro de 2023, o CEO da Comcast, Brian L. Roberts, anunciou que o valor justo do patrimônio líquido do Hulu seria avaliado em 30 de setembro.
Em novembro de 2023, a Disney iniciou a aquisição da participação da Comcast no Hulu.  As duas empresas concordaram anteriormente com um preço mínimo de US$ 8,6 bilhões, que foi pago em 1º de dezembro.  Em 6 de dezembro de 2023, a Disney lançou um hub de conteúdo para Disney+, que contém conteúdo Hulu para assinantes do Disney Bundle nos Estados Unidos em versão beta. O hub no Disney+ foi lançado oficialmente em março de 2024;  O Hulu também continuou disponível por meio de seu próprio aplicativo.

## Conteúdo

### Conteúdo original
De 17 de janeiro de 2011 a 24 de abril de 2014, o Hulu transmitiu sua própria série interna na web, The Morning After, um programa de notícias alegre sobre cultura pop. Foi produzido pelo Hulu em conjunto com HDFilms de Jace Hall e estrelado por Brian Kimmet e Ginger Gonzaga. Produzir o programa foi a primeira vez para a empresa, que no passado foi principalmente uma distribuidora de conteúdo.
Em 16 de janeiro de 2012, o Hulu anunciou que iria ao ar seu primeiro programa original baseado em roteiro, intitulado Battleground, que estreou em fevereiro de 2012. O programa foi ao ar no serviço web gratuito do Hulu, em vez de no Hulu Plus baseado em assinatura. Battleground é descrito como um drama político em estilo documentário.
Mais tarde naquele mesmo mês, o Hulu anunciou que iria ao ar The Fashion Fund, um reality show em seis partes, e o vencedor do programa receberia US$ 300.000 para iniciar sua carreira.
Para continuar com seu movimento de programação original, o Hulu anunciou que haveria um total de sete programas originais planejados para ir ao ar em seu serviço: Battleground, Day in the Life e Up to Speed foram mencionados anteriormente; e em 19 de abril, o Hulu adicionou mais quatro programas à sua lista: Don't Quit Your Daydream, Flow, The Awesomes e We Got Next. Alguns desses programas começaram a ser exibidos em 2012, enquanto outros estrearam nos anos seguintes.
Em 21 de maio de 2012, o Hulu anunciou que traria Kevin Smith para sua programação original. Smith apresenta um programa de discussão sobre filmes intitulado Spoilers, que começou a ser exibido em meados de 2012.
Em março de 2016, a Lionsgate Premiere e o Hulu adquiriram em conjunto os direitos de distribuição do filme Joshy, que foi lançado posteriormente em 12 de agosto de 2016. 
Em 4 de maio de 2016, o Hulu adquiriu The Beatles: Eight Days a Week, como sua primeira aquisição documental, como parte de uma coleção planejada de filmes documentais do Hulu. O filme estreou nos cinemas em 15 de setembro, antes de estrear no serviço de streaming em 17 de setembro.
Desde setembro de 2022, programas internacionais selecionados lançados no hub Star do Disney+ e conteúdo internacional original do Disney+ que está acima do limite de classificação no mercado dos Estados Unidos começam a ser lançados no Hulu.

### Parceiros de conteúdo
Após o início de seu serviço, a Hulu assinou acordos com vários novos provedores de conteúdo, disponibilizando material adicional para os consumidores. Em 30 de abril de 2009, a The Walt Disney Company anunciou que iria se juntar ao empreendimento, comprando uma participação de 27% no Hulu.
No início de março de 2010, a Viacom anunciou que estava promovendo dois dos programas mais populares do site, The Colbert Report e The Daily Show, fora do Hulu. Os programas foram exibidos no Hulu desde o final de 2008. Um porta-voz da Viacom observou que "no modelo econômico atual, não há muito para continuarmos neste momento. Se eles conseguirem chegar ao ponto em que o modelo de monetização é melhor, então poderemos voltar". Em fevereiro de 2011, ambos os shows foram disponibilizados para streaming no Hulu novamente. The Daily Show foi novamente removido do Hulu em março de 2017, a fim de incentivar os espectadores a assistir ao programa nos aplicativos da Viacom e da Comedy Central.
Em 15 de agosto de 2011, os telespectadores da Fox e outras redes semelhantes foram informados de que poderiam assistir aos episódios da rede, logo após suas respectivas transmissões através do serviço a cabo ou Hulu pago. Os não inscritos só podiam assistir a esses episódios uma semana após a transmissão.
Em 28 de outubro de 2011, o Hulu anunciou que havia assinado um contrato de cinco anos com a The CW, permitindo que a plataforma acessasse seu conteúdo no dia seguinte à transmissão. Em 18 de setembro de 2013, o Hulu anunciou um contrato com a BBC para oferecer 2,000 episódios de 144 títulos diferentes nos primeiros 12 meses.
Em 2015, o Hulu começou a oferecer o conteúdo da Showtime por cerca de US$ 8,99 por mês, o que foi mais barato do que o próprio serviço de streaming da Showtime. Em 16 de junho de 2016, a Hulu anunciou um contrato com a Disney-ABC Television Group para os direitos exclusivos de conteúdo da série do Disney Channel, Disney Junior e Disney XD, e 20 filmes originais do Disney Channel.
Em 18 de setembro de 2016, todo o conteúdo da The CW desapareceu do Hulu, pois o próprio site da rede havia lançado um serviço de streaming personalizado, com exceção da Netflix como o único provedor de serviços de streaming do conteúdo da The CW. Desde janeiro de 2017, uma quantidade limitada de conteúdo da biblioteca da CBS está disponível sob demanda, principalmente limitada a essa série de produtos dos quais eles não transmitem mais novos episódios. Em 4 de janeiro de 2017, foi informado que um acordo foi feito para trazer transmissões ao vivo da CBS e vários canais afiliados para o próximo serviço de transmissão ao vivo do Hulu bem como disponibilizar mais programas sob demanda.
Em abril de 2018, o Hulu anunciou uma parceria com o Spotify, que permite que os usuários comprem ambos os serviços de streaming por um preço com desconto por mês.
O Hulu distribui vídeos em seu próprio site e distribui sua hospedagem para outros sites, e permite que os usuários incorporem clipes do Hulu em seus sites. Além dos programas e filmes da NBC, ABC e Fox, o Hulu oferece programas das redes: A&E, Big Ten Network, Bravo, E!, Fox Sports 2, FX, PBS, NFL Network, Oxygen, RT America, Fox Sports 1, SundanceTV, Syfy, USA Network, NBCSN e fontes de comédia online como Onion News Network. O Hulu retém entre trinta e cinquenta por cento das receitas publicitárias geradas pelos programas que distribui.
Em 2012, Viz Media, Aniplex of America e outros distribuidores se uniram para criar Neon Alley. Foi lançado em 2 de outubro de 2012, como um canal da web 24 horas por dia, 7 dias por semana, mas em 2014 mudou para apenas Hulu. O site continha estreias dubladas exclusivas de animes como Accel World, Blue Exorcist, Magi: The Labyrinth of Magic, Fate/Zero e a versão sem cortes de Sailor Moon. Também teve shows como Naruto e Naruto: Shippuden, Death Note, Inuyasha, Bakuman, Ranma ½, One Piece, One Punch Man e Bleach. Foi extinto em 4 de maio de 2016. No entanto, o Hulu ainda hospeda mais de 300 animes da Funimation, Aniplex of America, Viz Media e Sentai Filmworks, e animes selecionados começaram a ser lançados no Hulu após o acordo entre Disney e Sony Pictures desde 2021.
O Hulu anunciou em maio de 2018 seu primeiro contrato de licença com a DreamWorks Animation, tornando-se a casa de streaming exclusiva para futuros filmes DWA, longas-metragens, bem como filmes de biblioteca. DWA transmitia exclusivamente pela Netflix desde 2013. Os filmes foram disponíveis no serviço em 2019, enquanto as séries originais foram disponíveis no final de 2020.
Em junho de 2019, o Hulu e o FX assinaram um acordo de produção com a Lionsgate, onde o Hulu e o FX ganhariam respeitosamente os direitos de streaming e TV dos filmes lançados sob o selo Lionsgate em 2020 e 2021. Em agosto de 2019, o Hulu concordou em controlar os direitos de streaming dos próximos filmes lançados pela Bleecker Street.
Em 2 de março de 2020, o Hulu lançou um "hub" dedicado para conteúdo da FX com a marca "FX on Hulu", com o serviço se tornando o canal de streaming exclusivo para séries atuais e anteriores da rede. Começando com Breeders, novos episódios da série original FX também ficam disponíveis no Hulu imediatamente após sua exibição na televisão, e séries selecionadas também estrearão exclusivamente no serviço.
Em 21 de abril de 2021, a Disney chegou a um acordo para direitos de televisão e streaming para filmes da Sony Pictures de 2022 a 2026, que inclui direitos de biblioteca para algumas de suas franquias, como Homem-Aranha, Jumanji e Hotel Transylvania, etc., e licenciamento de anime sob as marcas Funimation e Crunchyroll, além de animes lançados pela Aniplex of America. Este acordo cobre Disney+, Hulu e canais de televisão da Disney. Em 17 de maio de 2021, iniciou o Onyx Collective, que é uma marca de conteúdo para criadores.
Em 31 de agosto de 2021, a Disney anunciou que encerraria a versão americana do Hotstar - um serviço de streaming de nicho voltado para os índianos-americanos - no final de 2022, com seu conteúdo de entretenimento original migrando para o Hulu. Desde agosto de 2021, a programação da Star India Networks está disponível para assinantes do Hulu.

### Provedores de conteúdo
Provedores de conteúdo próprios e terceirizados para Hulu. Asterisco (*) indica terceiros.
- 1091 Pictures*
- 20th Century Studios
- ABC
  - ABC News
- Disney+ Star Hub
- Disney Television Studios
  - ABC Signature
  - 20th Television
  - 20th Television Animation
  - Disney Channel
  - Disney Junior
  - Disney XD
- Freeform
- Fox*
- FX Networks
  - FX
  - FXX
- Hollywood Pictures
- Hotstar
- Lucasfilm
- Lionsgate Films*
  - Summit Entertainment
  - Roadside Attractions
  - Pantelion Films
  - Good Universe
  - Entertainment One
- Marvel Studios
- MarVista Entertainment*
- Amazon MGM Studios*
  - Metro-Goldwyn-Mayer
  - Orion Pictures
  - American International Pictures
- National Geographic
  - Nat Geo Wild
- NBCUniversal*
  - E!
  - NBC
  - Oxygen
  - Syfy
  - Telemundo
  - Universal Kids
  - Universal Pictures
- Paramount Global*
  - BET
  - CBS
  - Comedy Central
  - MTV
  - Nickelodeon
  - Nick Jr. Channel
  - Nicktoons
  - Paramount Network
  - Paramount Pictures
  - TeenNick
  - VH1
- PBS*
  - PBS Kids
- Screen Media*
- Searchlight Pictures
- Star+
- Sony Pictures*
  - Aniplex of America
  - Columbia Pictures
  - Crunchyroll, LLC
  - TriStar Pictures
- Touchstone Pictures
- Walt Disney Pictures
- Warner Bros. Discovery*
  - Adult Swim
  - All3Media
  - American Heroes Channel
  - Animal Planet
  - Asian Food Network
  - Boomerang
  - Cartoon Network
  - Cartoonito
  - Cinemax
  - CNN
  - Cooking Channel
  - Destination America
  - Discovery Channel
  - Discovery Life
  - Eurosport
  - Food Network
  - HBO
  - HGTV
  - HLN
  - Investigation Discovery
  - Magnolia Network
  - Oprah Winfrey Network
  - Science Channel
  - TLC
  - Travel Channel

## Produtos

### Serviço de assinatura Hulu
Em uma conferência do setor realizada em 21 de outubro de 2009, o vice-presidente da News Corporation Chase Carey afirmou que o Hulu "precisa evoluir para ter um modelo de assinatura significativo como parte de seus negócios" e que provavelmente começará a cobrar pelo menos algum conteúdo até 2010. O comentário de Carey está de acordo com outros diretores da News Corp., incluindo Rupert Murdoch, que expressou o desejo de cobrar pelo conteúdo com várias unidades on-line.
O serviço de assinatura mensal Hulu, chamado Hulu Plus, foi lançado em beta em 29 de junho de 2010 e lançado oficialmente em 17 de novembro de 2010. Como a versão gratuita do Hulu, o conteúdo disponível para a plataforma de assinatura também contém anúncios. Mesmo assim, oferece uma biblioteca de conteúdo muito maior que inclui temporadas inteiras, acesso ao conteúdo do dia após diferentes canais e mais episódios sobre os shows disponíveis através do serviço gratuito do Hulu. O acesso gratuito ao Hulu estava disponível apenas em computadores e laptops, enquanto a assinatura paga permite que os usuários acessem o Hulu por meio de todos os dispositivos compatíveis, como set-top boxes, smart TVS, consoles de jogos, dispositivos móveis e muito mais. Um pouco mais de um ano após o lançamento do serviço de assinatura Hulu, o número de assinantes chegou a 1,5 milhão. Em maio de 2016, o Hulu informou que atingiu 12 milhões de assinantes. No final de 2017, o Hulu informou que atingiu 17 milhões de assinantes.
Em 29 de abril de 2015, o Hulu anunciou à imprensa que eliminaria a marca "Plus" para reduzir a confusão entre os planos pagos e gratuitos.
O Wall Street Journal informou em julho de 2015 que o Hulu estava explorando uma opção de assinatura sem publicidade por cerca de US$ 12 a US$ 14 por mês. Isso foi confirmado em 2 de setembro de 2015, com um plano "No Commercials" ao preço de US$ 11,99, US$ 4 a mais do que a taxa mensal de US$ 7,99 para uma assinatura de "Limited Commercials", embora algumas séries de redes mais proeminentes (menos de 10) retenham anúncios "pre-roll" e "post-roll".
Em 8 de agosto de 2016, o Hulu anunciou que encerraria a disponibilidade de seu serviço de streaming gratuito por meio de sua própria plataforma, tornando-o voltado exclusivamente para serviços de assinatura. Por sua vez, a empresa anunciou uma parceria com o Yahoo! para mover este conteúdo gratuito, que consiste principalmente de episódios recentes das séries das emissoras ABC, Fox e NBC, para um novo site conhecido como Yahoo! View.

### Hulu com TV ao vivo
Em maio de 2016, o Hulu anunciou que planejava começar a oferecer um serviço de IPTV over-the-top com "programação ao vivo de marcas de transmissão e cabo" em 2017. No final de 2016, os co-proprietários da 21st Century Fox e da Walt Disney concordaram em fornecer seus canais para o serviço de streaming, juntando-se também a Time Warner, que anteriormente chegou a um acordo com o Hulu.
O serviço, comercializado apenas como "Hulu com TV ao vivo", que une as ofertas de TV ao vivo com a série de filmes e séries de televisão do Hulu, lançado em teste beta no dia 3 de maio de 2017. O serviço de US$ 39,99 por mês, que oferece suporte para dispositivos Xbox One, Apple TV, Chromecast, iOS e Android, oferece transmissões ao vivo de mais de 50 canais transmitidos por televisão a cabo e por difusão, incluindo das cinco principais redes de transmissão - ABC, CBS, NBC, Fox e The CW - bem como canais a cabo pertencentes a co-pais da Hulu, NBCUniversal, 21st Century Fox e The Walt Disney Company, juntamente com a CBS Corporation, Turner Broadcasting System, as redes Scripps Networks Interactive e A+E Networks (que inclui redes como CNN, Food Network, Disney Channel, A&E, MSNBC e ESPN), com o serviço OTT da Showtime disponível como um complemento por uma taxa extra. Atualmente, o conteúdo ao vivo das principais redes de televisão é limitado a estações próprias e operadas e afiliadas com sede em Nova York, Los Angeles, Chicago, São Francisco e Filadélfia; os representantes da Hulu declararam que pretendem negociar acordos de transporte com grupos de radiodifusão de propriedade independente para obter direitos de distribuição para estações locais de mercados adicionais. Os recursos incluem a capacidade de criar seis perfis de contas de usuário por assinatura única (com recomendações de programa personalizadas com base nos programas favoritos de um usuário e em vários fluxos simultâneos, dependendo do pacote), recomendações personalizadas de esportes e um DVR na nuvem com entre 50 e 200 horas de armazenamento, dependendo do nível de serviço.
Hulu com TV ao vivo atingiu 800 mil assinantes em seu primeiro ano em maio de 2018. Hulu com TV ao vivo atingiu 1 milhão de assinantes em 16 de setembro de 2018.

## Audiência
Os números de audiência do site são acompanhados por empresas de medição, como a ComScore, Nielsen ratings e a Quantcast. Em parceria com a comScore, a Hulu é a primeira empresa digital a receber medições multiplataformas em um nível individual que inclui co-visualização para dispositivos de sala de estar. Ao considerar isso, o alcance do Hulu entre os adultos de 18 a 49 anos aumenta em 50%.
No entanto, a confiabilidade dessas métricas foi questionada, em parte devido a estimativas amplamente divergentes. Por exemplo, entre maio e junho de 2010, a ComScore atualizou sua metodologia de pontuação e suas estimativas para o Hulu caíram de 43,5 milhões de espectadores únicos para 24 milhões em um único mês. Em um relatório de tendências digitais da comScore em 2010, o relatório Digital Year in Review da comScore descobriu que o Hulu era visto duas vezes mais do que os espectadores que assistiam nos sites das cinco principais redes de TV.
Hulu em maio de 2018 anunciou que ultrapassou 20 milhões de assinantes nos Estados Unidos. A conta, que coloca a empresa em torno de 36 milhões de assinaturas por trás do Netflix, foi divulgada em uma apresentação na mídia no recém-nomeado Hulu Theatre, no Madison Square Garden, em Nova York. O Hulu disse que aumentou o engajamento total em mais de 60%, com 78% da audiência ocorrendo na sala de estar das TVs conectadas.

## Disponibilidade
Em junho de 2015, o acesso ao Hulu não está disponível internacionalmente fora dos Estados Unidos e do Japão.

### Expansão internacional
Em julho de 2010, o Financial Times revelou que o Hulu trabalhava nos planos para um lançamento internacional do Hulu Plus há vários meses e identificou o Reino Unido e o Japão como mercados em que seu website e modelo de assinatura gratuitos poderiam funcionar de maneira viável. O executivo-chefe do Hulu, Jason Kilar, expressou sua crença de que o modelo dos EUA poderia ser replicado em outros lugares, dizendo que "não ficaremos satisfeitos até que este seja um serviço global". A primeira expansão do Hulu em um mercado internacional ocorreu com o lançamento de um serviço no Japão em 1º de setembro de 2011.

### Aquisição Nippon TV do serviço Hulu Japão
Em 27 de fevereiro de 2014, a Nippon Television Network Corporation (Nippon TV) adquiriu os negócios do Hulu no Japão. A transação, que está sujeita a certas condições regulatórias, marcou a entrada da Nippon TV no negócio SVOD (Subscription Video On Demand). Através da aquisição, o serviço Hulu continua a oferecer conteúdo premium aos consumidores japoneses, incluindo filmes e dramas de Hollywood e do Japão e programas de televisão populares. Além disso, os populares programas e conteúdos exclusivos originais da Nippon TV são lançados no serviço Hulu no Japão, expandindo sua oferta de conteúdo. Usuários japoneses têm acesso a uma biblioteca de programas de televisão populares, como a franquia CSI, Grey's Anatomy, Prison Break e Ugly Betty, e também filmes como Armageddon, Men in Black e Pirates of the Caribbean.

### Ausência no mercado canadense
O Hulu não pode lançar no Canadá devido ao tamanho relativamente pequeno do mercado de publicidade on-line do Canadá e porque as redes de televisão do Canadá já têm os direitos de transmissão on-line exclusivos no Canadá para vários títulos oferecidos no Hulu, incluindo muitos programas de redes de televisão americanas tradicionais. A ausência do Hulu no mercado canadense levantou preocupações por parte dos fãs do seriado The Mindy Project, quando foi cancelado pela Fox na primavera de 2015 e, posteriormente, recebido pelo Hulu; a emissora canadense da série, City, anunciou que continuaria a transmitir a série no Canadá. No momento, os consumidores canadenses têm acesso a vários outros sistemas de streaming, incluindo uma versão canadense do Netflix, Amazon Video, CraveTV, Shomi e Crackle, mas com o CraveTV transmitindo algumas programações de plataformas inacessíveis para canadenses como o Hulu.